# Vicenzi Group
Vicenzi Group è un'azienda italiana operante nel settore alimentare di prodotti da forno con i marchi Matilde Vicenzi, Grisbì e Mr. Day.

## Storia

### La creazione
Fondata da Matilde Vicenzi nel 1905 a San Giovanni Lupatoto in provincia di Verona, attuale sede e stabilimento principale dell'azienda. Nasce come piccolo negozio di pane, pasticceria e alimentari, fino all'acquisto della prima linea automatizzata nel 1968. Nel 1912 è acquistata la prima macchina per i biscotti siringati; nel 1944, alla scomparsa di Matilde, la guida dell'aziendina passa al figlio Angelo, il quale abbandona la produzione di pane soprattutto quando nel 1946 arriva in bottega la Melzi, una macchina automatica per produrre biscotti.
Angelo, coadiuvato dai tre giovani figli (Beppina, Giuseppe, Mario) imprime nuovi impulsi all'azienda artigianale, con Mario responsabile della vendita e delle consegna, mentre Giuseppe cura la produzione. Nel 1970 l'azienda, fino ad allora chiamata Matilde Vicenzi & Figli, diventa Vicenzi Biscotti S.p.A. e inizia il processo di industrializzazione e ampliamento dell'offerta nel mercato della pasticceria industriale, trasferendo la sede in uno stabilimento a San Giovanni Lupatoto, specializzandosi nell'amaretto e introducendo successivamente la Vicenzovo per creare il savoiardo. Nel 1975, in seguito ad un viaggio in Giappone, Giuseppe compra una macchina  adatta alla produzione della sfoglia italiana: nasce il Millefoglie.

### Il rafforzamento
Nel 2003 l'impresa, già guidata da Giuseppe, acquisisce la Maradini di Fiorenzuola d'Arda, specialista in ciambelle. Nel 2005 festeggia i suoi 100 anni di attività: dà vita alla Linea Oro di Matilde e dedica alla città di Verona un libro monografico e una mostra fotografica "Verona nel cuore di Vicenzi: sguardi inediti tra la gente e i luoghi scaligeri", tenutasi in Piazza Bra. Gli autori delle fotografie sono stati: Karl De Keyzer (Magnum), Stefano De Luigi (Contrasto) e Mauro Fiorese. Nel dicembre dello stesso anno la società prende il nome di Vicenzi Group rilevando la linea forno della Parmalat e acquisendo i marchi Mr. Day, Grisbì e ProntoForno. L'acquisizione comprende anche 4 stabilimenti e 400 dipendenti.
Nel 2006, con Giuseppe già da tempo alla guida dell'azienda con al fianco le tre figlie, il fatturato raggiunge i 99 milioni di euro. Nel 2010 è effettuato il restyling del logo con l'effigie di Matilde che appare in primo piano come firma e icona. Nel 2013 l'azienda sponsorizza la Stella di Verona, la stella cometa di piazza Bra.

### La crisi e la ripresa
Nel 2015, dopo avere incontrato qualche anno di difficoltà in seguito alla crisi economica, Vicenzi Group si riprende. Apre la Vicenzi Usa, società commerciale con base logistica nel New Jersey. Inserita nel programma Elite della Borsa Italiana, un programma di formazione per la quotazione, nel 2016 fa entrare al vertice dell'azienda un manager esterno, in quanto nessuna delle tre figlie di Giuseppe ha intenzione di gestire l'attività. Si rivolge così ad un fondo di private equity per fare entrare nella società un socio di minoranza, in quanto il Gruppo ha un'esposizione bancaria di oltre 30 milioni di euro, parte del debito contratto per l'acquisizione del ramo da Parmalat. Il fatturato consolidato, nel 2019, è stato pari a 124 milioni di euro.

## Marchi e stabilimenti
Dal 2005 Vicenzi Group spa opera con tre marchi: Matilde Vicenzi, Grisbì e Mr. Day. Inoltre, dispone di quattro stabilimenti: quello storico della sede di San Giovanni Lupatoto, due acquisiti da Parmalat situati a Bovolone (VR) e Nusco (AV) e lo stabilimento ex Maradini a Fiorenzuola d'Arda.
Un piano di rilancio dei marchi Mr. Day e Grisbi è completato nel 2017 con un fatturato che cresce di circa 117 milioni di euro (+10,2% rispetto al 2016) e con un margine operativo lordo di circa 11 milioni (+20% rispetto al 2016).
Da Parmalat ha acquisito anche l'ex stabilimento di Dolciaria Tettamanti a Lurate Caccivio (CO) che produceva Mr. Day, successivamente chiuso a fine 2007.